# Кирен
Кирен (њем. Kühren) општина је у њемачкој савезној држави Шлезвиг-Холштајн. Једно је од 84 општинска средишта округа Плен. Према процјени из 2010. у општини је живјело 681 становника. Посједује регионалну шифру (AGS) 1057042.

## Географски и демографски подаци
Кирен се налази у савезној држави Шлезвиг-Холштајн у округу Плен. Општина се налази на надморској висини од 21 метра. Површина општине износи 16,8 km². У самом мјесту је, према процјени из 2010. године, живјело 681 становника. Просјечна густина становништва износи 41 становника/km².

## Међународна сарадња
| Мјесто    | Држава               | Врста сарадње | Од    |
| --------- | -------------------- | ------------- | ----- |
| Њеман     | Русија               | контакт       | 1953. |
| Бландфорд | Уједињено Краљевство | партнерство   | 1979. |
| Тара      | Естонија             | партнерство   | 1991. |
| Извор     |                      |               |       |